# Jay Norwood Darling
Jay Norwood Darling, dit Ding (né le 21 octobre 1876 à Norwood (Michigan) (en) et mort le 12 février 1962) est un dessinateur de presse américain connu pour sa longue collaboration au Des Moines Register et pour son combat précurseur en faveur de la conservation de la nature.

## Prix
- 1924 : prix Pulitzer du dessin de presse pour In Good Old USA (Des Moines Register and Tribune)
- 1943 : prix Pulitzer du dessin de presse pour What a Place For a Waste Paper Salvage Campaign (Des Moines Register and Tribune)